# Ángela Cenarro Lagunas
Ángela Cenarro Lagunas  (Zaragoza, 1965) es una feminista e historiadora española, cuyo interés se centra en el papel representado por las mujeres en diferentes etapas de la historia contemporánea. Este interés la ha llevado a participar en conferencias cómo “Represión en las mujeres” dentro de la Memoria Histórica Democrática, las mujeres en los conflictos bélicos o el  papel de la mujer en la Falange y el Franquismo en el IEA.
Es catedrática de universidad en el Departamento de Historia Moderna y Contemporánea de la Universidad de Zaragoza. Es autora de diversos trabajos sobre la Guerra Civil en revistas como Historia social, Recerques, Historia y Política, European History Quarterly y History & Memory., la represión franquista y la posguerra en Aragón. Ha publicado diversos artículos sobre los historiadores hispanistas angloamericanos, las múltiples formas de violencia y resistencia en la posguerra, así como la memoria de la Guerra Civil.
Cenarro ha efectuado varias estancias de investigación en la London School of Economics and Political Science y en el Remarque Institute de la Universidad de Nueva York centrando su investigación en los últimos años en la asistencia social franquista y la acción de las mujeres falangistas. Resultado de estos trabajos son los libros La sonrisa de Falange. Auxilio Social en la guerra civil y la posguerra y Los niños del Auxilio Social.
Junto al historiador y escritor Julián Casanova presentó la obra Pagar las culpas. La represión económica en Aragón (1936-1945).